# Bharmal

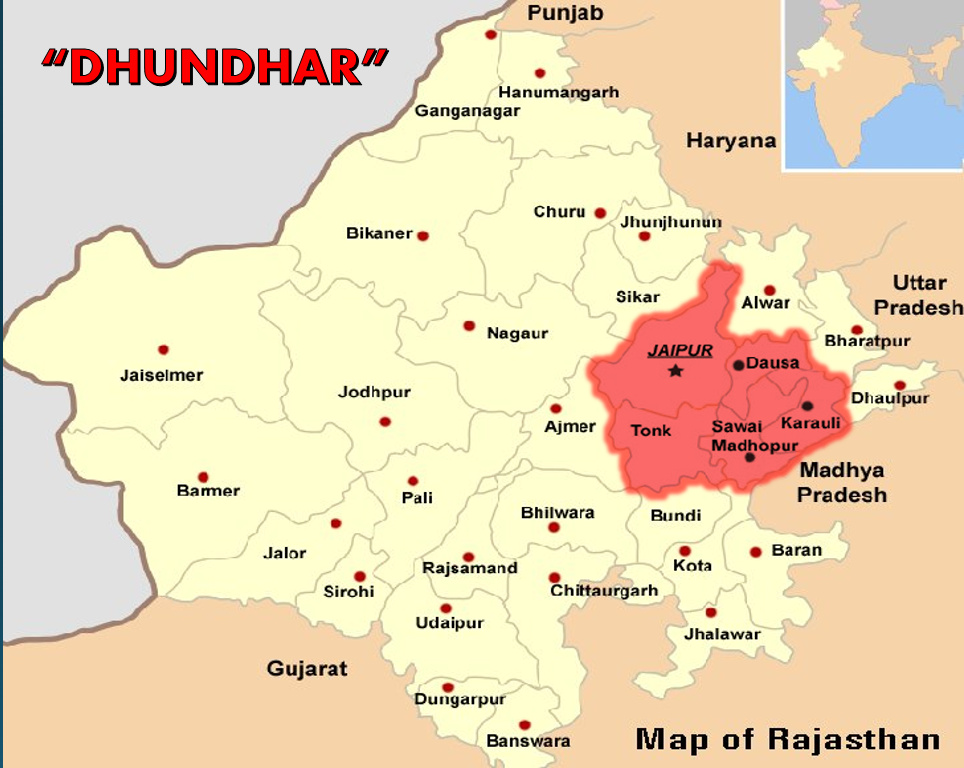
Region Dhundhar mit Amber/Jaipur

Bharmal (* um 1495; † 27. Januar 1574 in Amber) war in den Jahren 1548–1574 Herrscher (Raja) des Fürstentums von Amber. Er ist vor allem als Vater von Mariam uz-Zamani, der Lieblingsfrau des Großmoguls Akbar I. (regierte 1556–1605), bekannt.

## Biografie
Bharmal war der viertälteste Sohn des Rajputenherrschers Raja Prithviraj (oder auch Prithvi Singh I.) vom Stamm der Kachwaha; seine Mutter Rani Apoorva Devi (oder auch Bala Bai) war eine Fürstentochter aus Bikaner und stammte aus dem Geschlecht der Rathore-Rajputen. Seine älteren Brüder Puranmal (reg. 1527–1534), Bhim Singh (reg. 1534–1537) und sein Neffe Ratan Singh (reg. 1537–1548) folgten ihrem im Jahr 1527 verstorbenen Vater bzw. Onkel nach. Ratan Singh wurde von seinem Stiefbruder Askaran ermordet; daraufhin entschieden sich die Noblen des Reiches für Bharmal.
Bereits sein älterer Bruder Puranmal hatte militärische und verwaltungsmäßige Dienste für die seit 1526 in Delhi residierenden Mogulherrscher geleistet. Bharmal setzte die Bündnispolitik seiner älteren Brüder fort und die Region Dhundhar, zu welcher auch Amber/Jaipur gehörte, blieb auf diese Weise über Jahrhunderte von Kriegen verschont. Im Jahr 1556 leistete Bharmal dem Mogul-Kommandeur Majnun Khan Qaqshal Hilfe, was dieser später Akbar mitteilte, der daraufhin Bharmal nach Delhi einlud. In den Jahren 1561/2 gab es jedoch Konflikte zwischen dem Hof von Amber und dem Mogul-Gouverneur von Mewar Mirza Muhammad Sharaf-ud-din Hussain. Der Höfling Chaghtai Khan berichtete Akbar davon und die beiden trafen sich im Januar 1562 im Zeltlager Akbars; bei dieser Gelegenheit schlug Bharmal Akbar die Eheschließung mit seiner damals 19-jährigen Tochter Heer Kunwari oder Harkha Bai vor, was Akbar akzeptierte. Die Ehe wurde bereits einen Monat darauf geschlossen; Harkha Bai nahm am Mogulhof den Namen Mariam uz-Zamani an und gebar Akbar mehrere Söhne, darunter auch den Thronerben Jahangir – es war die erste Heirat einer Hindu-Prinzessin mit einem Mogulkaiser.
Von Bharmal sind in der Folgezeit keine weiteren Nachrichten bekannt. Nach seinem Tod im Jahr 1574 folgte ihm sein ältester Sohn Bhagwant Das nach.